# 安东尼奥·纳瓦 (马球运动员)
安东尼奥·纳瓦（西班牙語：Antonio Nava，1905年9月9日—1983年3月28日），墨西哥男子马球运动员。他曾代表墨西哥参加1936年夏季奥林匹克运动会马球比赛，获得一枚铜牌。后来他成为政治人物。